# Bodikadirepalli, Bagepalli
Bodikadirepalli là một làng thuộc tehsil Bagepalli, huyện Kolar, bang Karnataka, Ấn Độ.